# Кущинська
Кущи́нська — гірська вершина у східній частині Великого Кавказу. Знаходиться на півночі Азербайджану.